# 셰둥민
셰둥민(謝東閔, 1908년 1월 25일 ~ 2001년 4월 8일)은 중화민국의 제6대 부총통이었다. 호(號)는 구생(求生).

## 생애
1908년 대만일치시기에 사진희(謝進喜)라는 이름으로 태어났다. 중학생 시절, 일본의 통치에 불만을 품게 되어, 중학교를 졸업한 뒤 나가사키(長岐)를 거쳐 상해(上海)로 건너가 공부를 계속하였다.
1942년 중국 국민당 대만성 당부(臺灣省黨部)의 주비(籌備)공작에 참여, 푸젠성 방면에서 항일운동을 하다, 1945년 국민정부가 대만을 중화민국의 영토로 편입하자 20년 만에 대만으로 돌아갔다. 이후 가오슝주 접관위원회(高雄州接管委員會) 주임위원, 가오슝현 초대 현장(縣長), 중국국민당 중앙당부 부비서장(副秘書長), 타이완성정부 비서장(秘書長), 타이완성의회 부의장, 의장 등 여러 자리를 역임하다가, 1972년 타이완성 정부 제9대 주석이 되었다. 1978년부터 1984년까지 중화민국의 부총통직에 있었으며, 당시 본성인 출신으로는 최고 직위에 있었다.
부총통직 퇴임 이후에는 총통부 자정(總統府資政)으로 있었다. 만년에 사람들은 그를 존경하는 의미를 담아 사구공(謝求公)이라 불렀다.
타이완성 정부 주석으로 있던 1976년 10월 10일 쌍십절에, 대만 독립파가 보낸 소포가 폭발, 왼쪽 손목을 절단해야 했다.
| 전임 옌자간 | 제6대 중화민국의 부총통 1978년 5월 20일 ~ 1984년 5월 20일 | 후임 리덩후이 |